# ساتومي واتانابي
ساتومي واتانابي هي لاعبة الاسكواش يابانية، ولدت في 15 يناير 1999 في يوكوهاما في اليابان.

## وصلات خارجية
- ساتومي واتانابي على موقع الاتحاد الدولي لمحترفي الاسكواش (مؤرشف) (الإنجليزية)
- ساتومي واتانابي على موقع SquashInfo.com (الإنجليزية)
- ساتومي واتانابي على موقع الجمعية الدولية للألعاب العالمية (الإنجليزية)